# Шашкевич Маркіян Семенович
Маркія́н Семе́нович Шашке́вич (6 листопада 1811, Підлисся, Золочівський округ, Королівство Галичини та Володимирії, нині Золочівський район, Львівська область — 7 червня 1843, Новосілки, нині Золочівський район, Львівська область) — український (галицький) «будитель», священник УГКЦ, письменник, поет, перекладач, духовний просвітитель, натхненник національного пробудження Галичини.
Зачинатель нової української літератури в Галичині, релігійний та культурно-громадський діяч. Перший у нових часах речник відродження західноукраїнських (галицьких) земель. Очолив «Руську трійцю», яка відіграла ключову роль у процесі набуття галицькими русинами української національної свідомості. Він першим створив поетичні, теоретичні та етнографічні твори народною українською мовою. Ініціатор видання першого українського фольклорно-літературного альманаху «Русалка Дністровая» (1837), яка містила кілька народних пісень, кілька власних творів, переклади з різних слов'янських мов і роздуми про давньоруську літературу. Незважаючи на те, що твір не містив політичного меседжу, через труднощі з цензурою він з'явився не в Галичині, а в Угорщині. Ініціаторів видання помістили під нагляд поліції, а діяльність організації була фактично припинена. Виступав за рівноправність української мови з польською і, попри погану фінансову ситуацію, все життя створював і підтримував листування з іншими українськими активістами, виступаючи за необхідність створення єдиної літератури українською мовою, створеної на землях, населених українцями в Австрії та Росії.
Стрийко австро-угорського генерала Олександра Шашкевича, батько українського письменника та освітньо-культурного діяча Володимира Шашкевича.

## Життєпис
Народився в селі Підлисся (тоді Золочівського округу, Королівство Галичини та Володимирії, тепер Золочівський район, Львівська область, Україна) в родині греко-католицького священника. Зокрема, мав брата Миколу (6.12.1813—11.11.1864, Лолин), який служив якийсь час у Мізуні поблизу м. Долини.
Навчався у початковій школі в Білому Камені, міській нормальній школі (закінчив 1823 року) та домініканській гімназії (1823—1825) у Львові, Бережанській гімназії (тут якийсь час входив до однієї з польських таємних організацій). Навчання в гімназіях велося німецькою та латинською мовами, а знання цих мов давало можливість учням читати античну і зарубіжну класику. Українська мова в тогочасній Західній Україні, яка входила до складу Австрійської імперії, була поза законом.
1829 році почав здобувати освіту у Львівській духовній семінарії, де вчилися майже всі діти місцевих священиків. Але одночасно він відвідував лекції на філософському факультеті Львівського університету. Громадська діяльність, університет, який дедалі більше притягав майбутнього священика, спричинилися до того, що 21 лютого 1830 року Маркіяна Шашкевича за часті пропуски занять виключили із семінарії. Батько вважав Маркіяна дуже винним у цій пригоді і фактично відрікся від сина. Виключення з семінарії мало і позитивні аспекти. Він почав займатися самоосвітою, багато читати.
1832 році у Львівській духовній семінарії утворюється підпільний гурток «Руська трійця». У цей гурток спочатку входять троє друзів (М. Шашкевич, І. Валилевич, Я. Головацький), але згодом ряди прибічників ідеї здійснення національного-культурного українського відродження зростають.
1833 році поновлюється в семінарії, семінаристи вже мають добру копу власних творів українською мовою.
1836 року виголосив першу промову українською мовою в музеї семінарії перед представниками духовної влади, запрошеними гостями. 14 жовтня того року в соборі Св. Юра виголосив свою проповідь (водночас із Юліяном Величковським в Успенській церкві, Миколою Устияновичем — церкві св. Параскеви). Через те, що ректор Телеховський не дозволив би цього, подав йому текст, укладений польською мовою.
1837 року, обминувши цензуру, в друкарні будапештського університету побачив світ альбом «Русалка Дністрова», який прийнято за значенням і роллю прирівнювати до «Енеїди» І. Котляревського. Книга відразу стала забороненою, майже весь тираж було конфісковано (800 примірників з 1000), а М. Шашкевич, Я. Головацький та І. Вагилевич мали великі неприємності з поліцією.
1838 року закінчив Львівську духовну семінарію. За даними Романа Горака, висвячений 20 травня 1838 року митрополитом Михайлом Левицьким. Був призначений парафіяльним священником у селах Львівщини: спочатку — в Гумниськах, де була плебанія в жалюгідному стані з гнилою підлогою, через це 3 жовтня 1838 року писав у листі до консисторії прохання про переведення в інше місце, зокрема, через вагітність дружини. Потім — в Нестаничах Холоївського деканату (скерування отримав 18 жовтня) і Новосілках.
Під час навчання в семінарії Шашкевич спільно з Яковом Головацьким та Іваном Вагилевичем згуртував національно свідому молодь (І. Білинський, Ф. Мінчакевич, М. Козловський, А. Величковський, Г. Ількевич та ін.), яка стала на боротьбу за національно-культурне відродження на західноукраїнських землях, зокрема за відродження української мови в письменстві й церковних проповідях (див. «Руська трійця»). Результатом їхньої діяльності була підготовка рукописів, збірок, авторських поезій слухачів духовної семінарії «Син Руси» (1833) і «Зоря» (1834), які через цензуру не побачили світ, а головне — виданого у Будапешті альманаху «Русалка Дністровая» (1837), який мав вирішальний вплив на національне відродження та розвиток української літератури в Галичині.
На думку Кирила Студинського, Маркіян Шашкевич був «першим русином у Галичині, який пройнявся ідеєю національності». Значення Маркіяна Шашкевича як народного пророка («Будителя») Західної України рівнозначне з Тарасом Шевченком («Кобзарем») як національним пророком всієї України.
Син — Володимир Шашкевич.

## Творча спадщина

### Поетичні твори
Перший опублікований вірш Шашкевича «Голос галичан» з'явився 1835 року, не враховуючи декількох інтимно-ліричних поезій («До милої», «Туга за милою», «Думка»), Шашкевич писав переважно вірші патріотичного характеру («Руська мова», «Дайте руки», «Слово до чтителей руського язика», «Побратим», «Лиха доля» та ін.), також на історичні теми: «Хмельницького обступлення Львова», «О Наливайку», «Болеслав Кривоустий». Надзвичайної поетичної майстерності та пророчої (візіонерської) сили є його «Псалми Русланові». Загалом поетична спадщина в кількісному відношенні невелика, але (якісно) високо оцінена І. Франком та пізнішими дослідниками.

### Прозові твори
Посмертно Яків Головацький видав «Читанку» Шашкевича для малих дітей (1850).

### Переклади українською
1842 року Шашкевич переклав українською уривок зі «Слова о полку Ігоревім» з давньоруської мови та фрагменти Біблії (Євангеліє від Матея і Йоана) з церковнослов'янської мови. Через рік, 1843 року Шашкевич помер і перед смертю устиг повністю перекласти лише Євангеліє від Йоана (усі 21 главу), та Євангеліє від Матея — лише перші 5 глав. Вперше як Євангеліє від Йоана, та і 5 глав з Євангеліє від Матея з'явилося друком вже посмертно, спочатку у 1884 році у першому томі «Рускої библіотеки» Гната Онишкевича під назвою «Писання Маркіяна Шашкевича, Івана Вагилевича і Якова Головацького», потім у 1912 році у збірці Михайла Возняка Писання Маркіяна Шашкевича, а потім у другому виданні третього тому «Рускої писемності» під назвою «Твори Маркіяна Шашкевича і Якова Головацкого», виданого львівською «Просвітою» (лише IV глава Євангелія від Йоана та V глава Євангелія від Матея).
Деякі мовознавці, як наприклад Андрій Даниленко дуже скептично оцінили переклад Шашкевича, назвавши його «церковнослов'янською мовою з домішкою певних [українських] говіркових і локальних явищ».

### Наукові статті
У 1836 року Шашкевич опублікував польськомовну наукову статтю «Азбука і Abecadlo» (1836), спрямовану проти спроб заведення в українській мові латинської абетки.

## Смерть і похорон

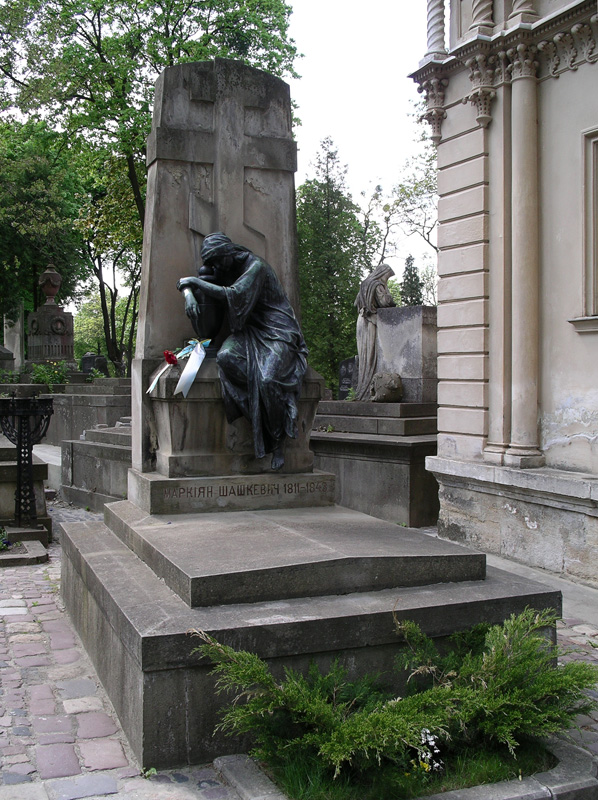
Могила Маркіяна Шашкевича на Личаківському цвинтарі у Львові

Помер Маркіян Шашкевич у злиднях від туберкульозу повністю осліплий в селі Новосілки (тоді Золочівський округ, Королівство Галичини та Володимирії, нині Буський район[джерело?], Львівщина). Був похований там само без дотримання приписів церкви стосовно поховання священників. Отець Андрій Дольницький — унівський декан УГКЦ — 26 червня 1843 поховав, запечатав гріб (запис № 38 за 1843 рік у метричній книзі).
Слава його як Будителя (пророка) крайової галицької і національної русько-української свідомості й зачинателя нової української літератури в Галичині почала зростати посмертно. 1893 року організовано комітет для перевезення мощей М. Шашкевича, керівником став Омелян Огоновський. Тлінні останки з ініціативи «Просвіти» та за масової участі населення Галичини перенесено до Львова на Личаківський цвинтар (поле № 3). Тим самим започатковано крайовий пантеон поховань найвизначніших західноукраїнських (галицьких) діячів. У червні 1906 року на могилі відкрито пам'ятник роботи мюнхенського скульптора Рудольфа Тіле.
Навколо могили почали активно скуповувати землю впливові поляки, зокрема, монополісти Бачевські, існувала можливість її плюндрування. «Діло» № 10 за 1902 рік: «Чи не лучше було би…перенести домовину і уложити…в підземних криптах нової Преображенської церкви у Львові?».
Одним з ініціаторів встановлення пам'ятного хреста на честь Маркіяна Шашкевича на Білій Горі у Підлиссі був парох с. Закомар'я — о. Данило Танячкевич. 1905 року, він під час виголошення святкової проповіді на храмовому святі Чесного Хреста в сусідньому селі Ожидові, вказавши хрестом на Білу гору зі словами: «На цій горі повинен стати Хрест, який показуватиме дорогу нашого національного відродження».
1911 року хрест-пам'ятник був виконаний у слюсарній майстерні Михайла Стефанівського, за проєктом Олександра Лушпинського. Того ж року, у день столітнього ювілею від народження письменника, відбулося величаве шашкевичівське свято, під час якого на Білій Горі було освячено пам'ятник «Будителю», встановлений напередодні події.
Художник Іван Труш тоді написав відомий портрет «Будителя». Сьогодні місце знаходження портрета невідоме. Цей портрет Шашкевича вважають найавтентичнішим, а тому він належить, як і збережені екземпляри першого видання «Русалки Дністрової», як «Корона Руська-Данила Галицького» (місце знаходження якої також невідоме), два «руські» браслети (ці знаходяться в Угорському національному музеї) і прапори галицьких полків «Руської Ради» з 1848 року до найдорогоцінніших реалій Галичини.

## Вшанування пам'яті

Пам'ятник М. Шашкевичу у Львові біля музею «Русалки Дністрової»

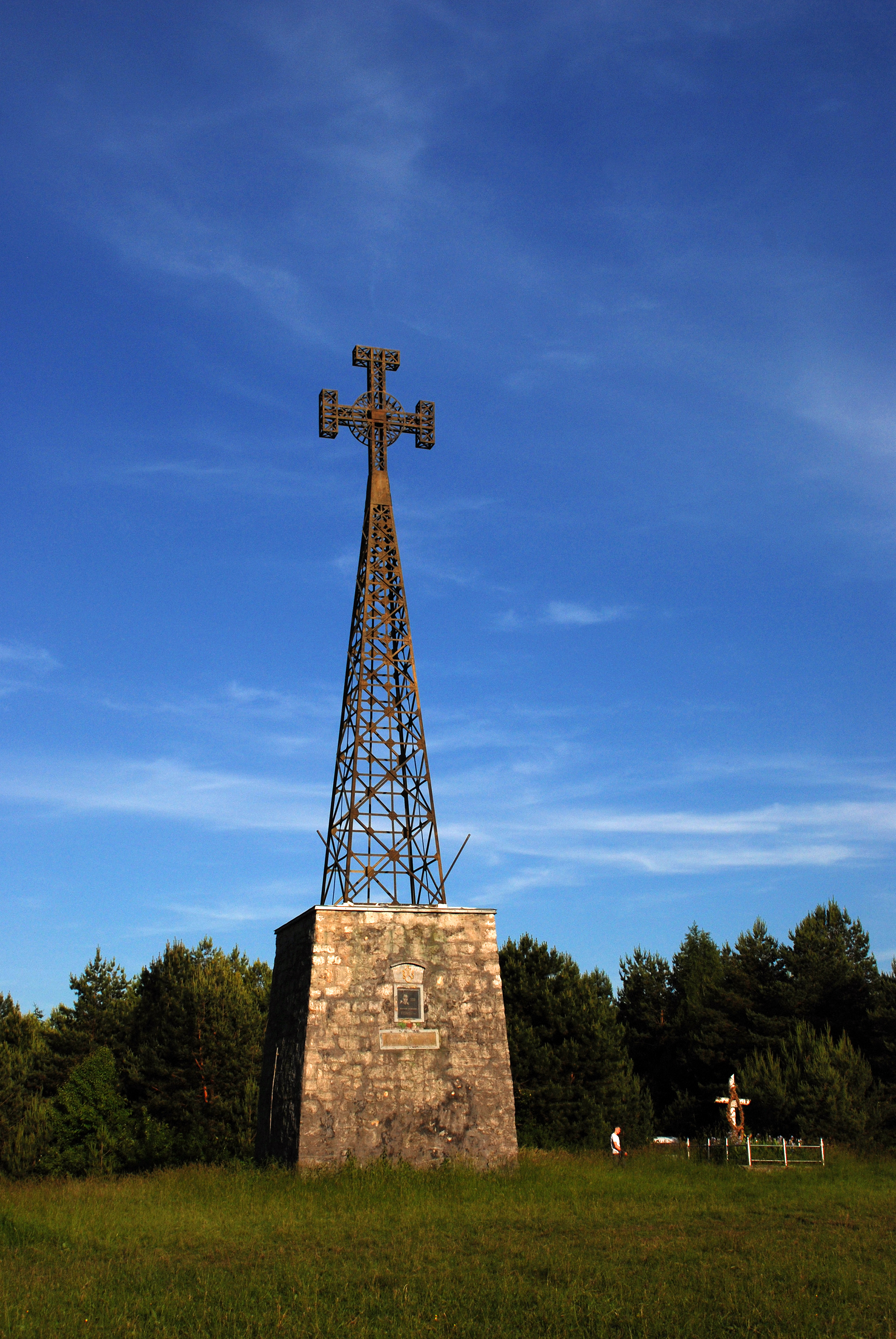
Пам'ятник Шашкевичу на Білій горі у Підлиссі

1880 року Теофіл Грушкевич був керівником поїздки студентів — діячів товариства «Дружній лихвар» до с. Новосілки, під час якої, на місцевому цвинтарі віднайдено могилу о. Маркіяна Шашкевича. 1893 року Огоновський Омелян обраний головою комітету з перевезення з Новосілок та перепоховання у Львові на Личаківському цвинтарі мощей блаженної пам'яти о. Маркіяна Шашкевича. Спочатку Рада Львова не давала дозволу на перепоховання. Формальною причиною відмови була інформація про поховання Маркіяна Шашкевича в чужому гробівці. Дозвіл після прохання керівників «Просвіти» надали на спеціальному засіданні 14 жовтня; вирішено «…відступити безоплатно 8 м² землі». Прах був опізнаний по восковому хрестику та кадильниці.
1911 року, на соті роковини від дня його народження, за ініціативою Братства ім. святого Миколая та Українського педагогічного товариства у м. Перемишль засновано школу імені Маркіяна Шашкевича, відкрито меморіальну таблицю в греко-католицькій катедрі. Того ж року на Білій (Підлиській) Горі, на народні пожертви, встановлено величний пам'ятник у вигляді хреста на масивному гранітному постаменті, який символізує прагнення до сонця, правди, освіти, культури, прогресу. Висота пам'ятника становить 25 м.

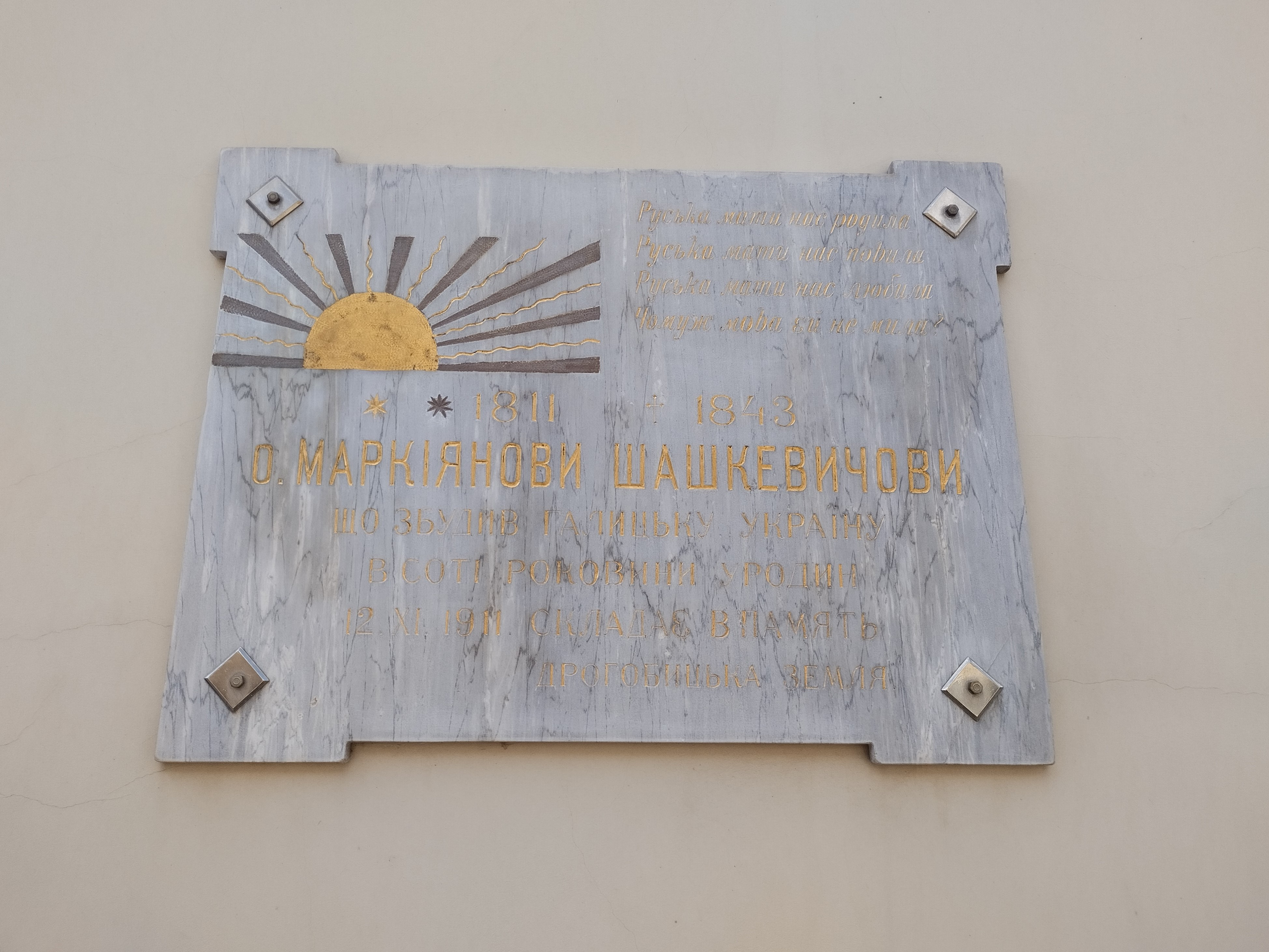
Меморіальна дошка Маркіяну Шашкевичу на фасаді собору Пресвятої Трійці у Дрогобичі

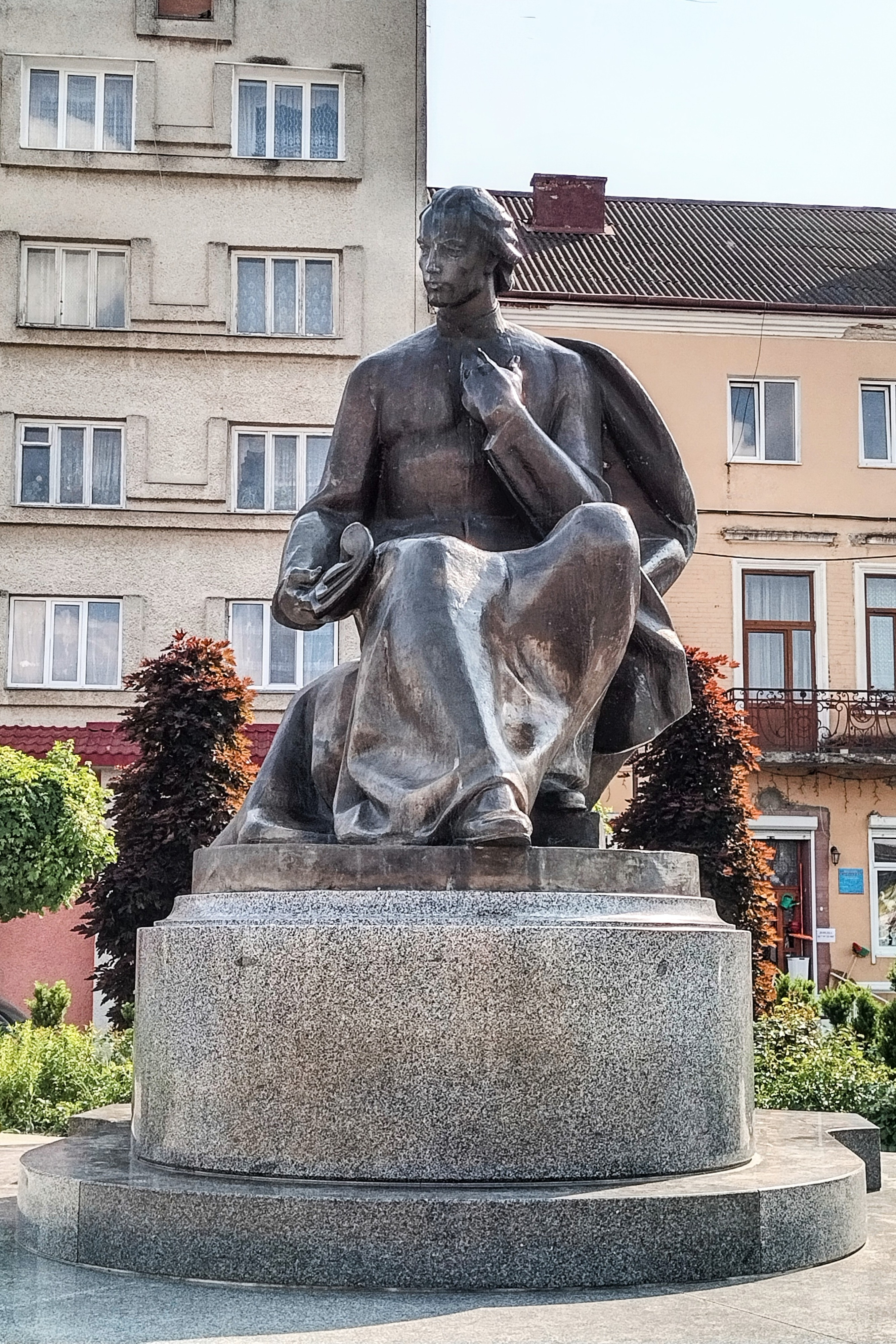
Пам'ятник Маркіяну Шашкевичу в Золочеві

Місце цього Хреста Шашкевича на Білій (Підлиській) Горі (цікаво, яке є навіть чимось більшим, ніж його могила у Львові) з часом стала місцем місцевого масового паломництва (в першу неділю серпня кожного року), аналогічно тим, які відбуваються, у національному масштабі, цілий рік до місця поховання Тараса Шевченка на Чернечій Горі у Каневі.
Відкривалися, переважно по церквах, та урочисто освячувалися меморіальні таблиці отцю Маркіяну. Майже в кожній українській громаді пройшли урочистості. Перший почин зробила адміністрація Львівської духовної семінарії УГКЦ ім. Святого Духа в 1911 році, коли Митрополит Андрей Шептицький особисто брав участь у відкритті цієї дошки.
3 грудня 1911 року у Винниках, у місцевій церкві Воскресіння Господнього відкрита і посвячена меморіальна дошка.
5 листопада 1911 року у Львові на фасаді Архикатедрального собору святого Юра урочисто відкрито та освячено митрополитом Андрей пам'ятну таблицю о. Маркіяну Шашкевичу. Таблиця споруджена за проєктом архітектора Олександра Лушпинського. Край таблиці прикрашений гуцульським орнаментом. Напис на таблиці: «ПАМЯТИ о. МАРКІЯНА ШАШКЕВИЧА поета, подвижника, вістника відродження Австрійської Руси 1811—1911». Під час російської окупації Львова у роки Першої світової війни царська жандармерія її викрала (привабило дороге оздоблення), а потім і радянська влада знищила ще одну, оновлену таблицю. 29 липня 2017 року на Святоюрській горі освячена нова, максимально наближена до попередніх пам'ятна таблиця о. Маркіяну Шашкевичу..

Таблиця Шашкевичу у катедрі Перемишля, відкрита у 1911 р. (не збереглась)

1938 року Українська гімназія товариства «Рідна Школа» у м. Чорткові була названа його іменем.
За новіших часів вшанування Шашкевича зростає як реакція на русифікацію України й асиміляцію українців у діаспорі. 1959 року в Підліссі відкрито літературно-меморіальний музей, а в 1962 році на подвір'ї музею встановлено бронзове погруддя Маркіяна Шашкевича.
15 вересня 1990 року на вул. Коперника у Львові, поруч із колишньою дзвіницею церкви Святого Духа урочисто відкритий пам'ятник Маркіяну Шашкевичу (автори пам'ятника скульптори Дмитро Крвавич та Микола Посікіра та архітектор Михайло Федик). Цікавим є той факт, що Маркіян Шашкевич свого часу навчався у духовній семінарії Святого Духа, що знаходилася біля церкви Святого Духа, тому місце для встановлення пам'ятника вибрали символічне. Варто також зазначити, що монумент зображає великого письменника та поета в повний зріст, постать якого оповита довгим плащем. У правій руці Маркіян Шашкевич символічно тримає книгу, що вказує на його літературну діяльність та плідну просвітницьку роботу.
1993 року на площі Вічевій у Золочеві встановлено пам'ятник Маркіяну Шашкевичу (автори скульптори — Дмитро Крвавич, Микола Посікіра; архітектор — Михайло Федик).

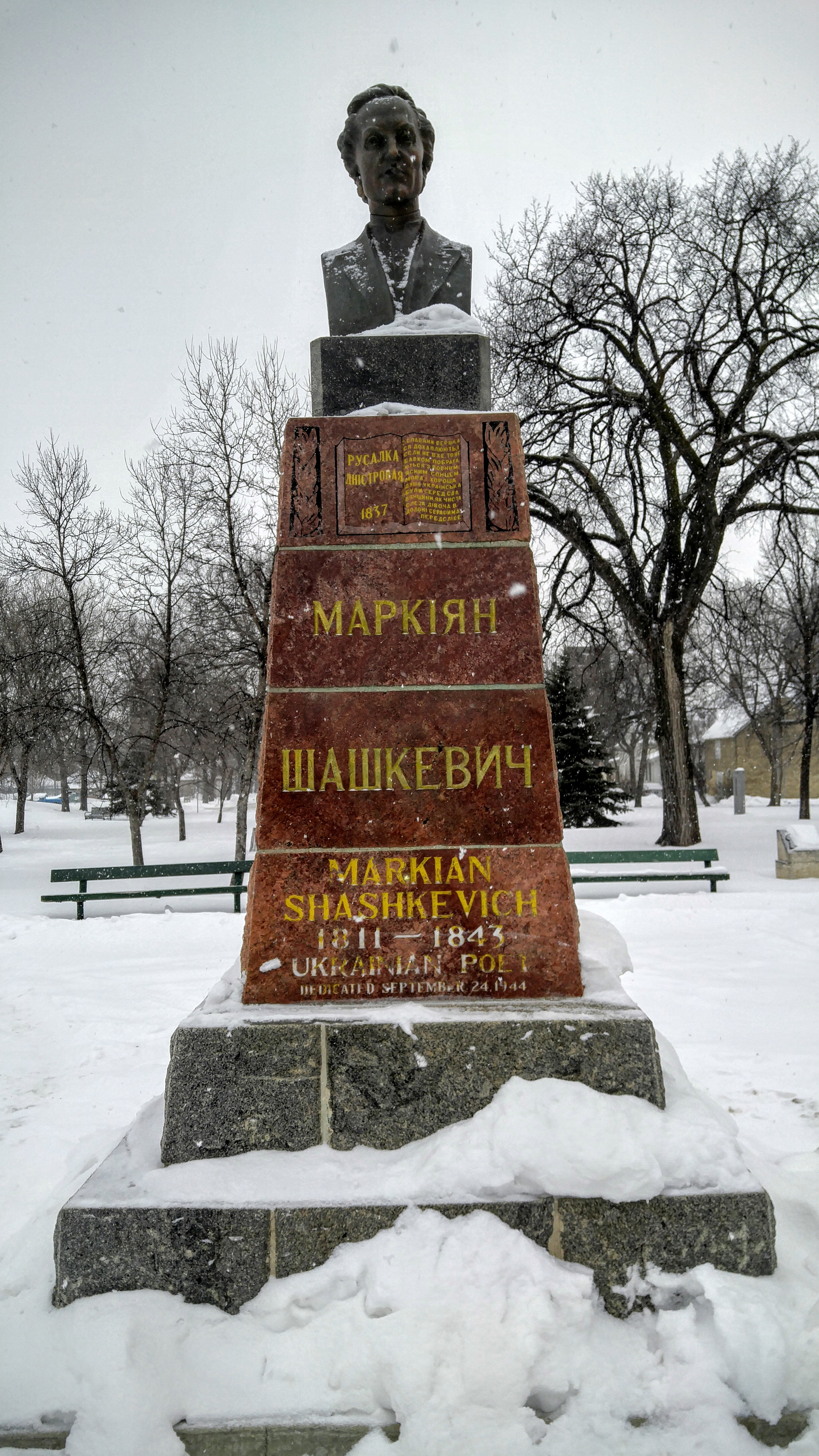
Пам'ятник Маркіяну Шашкевичу в канадському м. Вінніпег

У канадському місті Вінніпег у 1962 році засновано Інститут Маркіяна Шашкевича, який від 1963 року, протягом 25-ти років, видавав збірник «Шашкевичіяна» та «Бібліотеку Шашкевичіяни», (редактор М. Марунчак). 1944 року там споруджено пам'ятник із бронзовим погруддям Маркіяна Шашкевича, а на 170-роковини від дня його народження іменем Шашкевича названо місцевий парк.
1991 року, після ІІ Шашкевичівських читань, у Львові сформована Шашкевичівська комісія. Того ж року, за рішенням виконкому Львівської обласної ради, Білокамінську загально-освітню школу перейменовано та присвоєно ім'я видатного земляка. Ім'я Маркіяна Шашкевича присвоєно Львівській загальноосвітньої школи № 34.
Рішенням сесії Бережанської міської ради № 714 від 02.08.2001 року Маркіяну Шашкевичу присвоєно звання «Почесний громадянин міста Бережани».
З 2004 року присуджують Премію за поетичні книги у Львівській області.
2003 року ім'я Шашкевича присвоєно Бродівському педагогічному коледжу.
2 червня 2007 року пам'ятник о. Маркіяну Шашкевичу встановлений на території Львівської Духовної Семінарії Святого Духа, що була збудована на Хуторівці у Львові.
2011 року Львівщина активно вшанувала 200-літній ювілей класика української літератури. З цією метою оновлені експозиції музею-садиби письменника у селі Підлисся та літературного музею «Русалка Дністрова» у Львові. 8 листопада 2011 року в Нестаничах Радехівського району було відкрито музей імені Маркіяна Шашкевича, а в Новосілках Золочівського району — музей-садибу та пам'ятник Маркіяну Шашкевичу, а також Музей отця Маркіяна Шашкевича у селі Деревня Львівського району, якому у 2012 році, рішенням виконкому Львівської облради, присвоєно звання «Народний музей». 2011 року також було відкрито та посвячено меморіальну дошку на фасаді церкви св. Арх. Михаїла у с. Полоничі Буського району, яка у 1895 році була перевезена з с. Новосілки.
Успішно реалізовано інтелектуальні заходи у Львові, Бориславі, Дрогобичі, зі змістовними розповідями виступали такі особистості, як лауреат Шевченківської премії Роман Лубківський, професор Михайло Шалата, а також вчені Інституту українознавства ім. Івана Крип'якевича НАН України.
Одним із першим до відзначення ювілею долучився колектив Золочівської бібліотечної системи. На Дні фахівця-бібліотекаря були заслухані реферати про творчий доробок поета, декламувалися присвячені йому вірші. В читальній залі проведено розгорнуту книжково-ілюстративну виставку «Маркіян Шашкевич і Золочівщина».
У Буському районі громадськість і місцева влада провели презентації книжкових полиць «Отець Маркіян Шашкевич і Бущина», випуск пам'ятних листівок, поетично-пісенний вернісаж «Шашкевичів край».
Пожвавилось відвідування Стрийської центральної міської бібліотеки імені Маркіяна Шашкевича. При великій аудиторії відбувся вечір зустрічі з лауреатами премії імені Маркіяна Шашкевича — В. Романюком, М. Якубовською, І. Вовк, О. Лозовою. Резонансними стали передачі місцевого телебачення про письменника, радіоальманах «Творча спадщина М. Шашкевича — керманича „Руської Трійці“», вечір пам'яті «Храм душі Маркіяна Шашкевича».
У Бродівському педагогічному коледжі імені Шашкевича урочиста академія проходила в атмосфері святкування та нагадування про те, ким був і що зробив М. Шашкевич. Театралізоване дійство «Вода для спраглих» у виконанні викладачів та студентів представило усе подвижницьке життя письменника.
Пустомитівська ЦСБ організувала в читальній залі книжкову виставку «Майстер художнього слова» з переглядом літератури, провела дні інформації, літературні години «Хотів для України жити», підготувала до друку пам'ятку-персоналію «Талановитий поет, патріот і гуманіст М. Шашкевич», туристичну екскурсію для працівників бібліотеки до літературно-меморіального музею в с. Підлисся Золочівського району.
4 листопада 2011 року на львівському поштамті відбулося урочисте спецпогашення художнього маркованого конверта з нагоди 200-річчя від Дня народження о. Маркіяна Шашкевича та урочиста академія у Львівському національному академічному театрі опери та балету імені Соломії Крушельницької. Також, у рамках відзначення ювілею Будителя Руси-України, 6 листопада того ж року в Бережанах відбулося спецпогашення одразу двох конвертів, присвячених ювілею: художнього маркованого конверта «Укрпошти» та клубного пам'ятного конверта «Маркіян Шашкевич — учень Бережанської гімназії».
20 січня 2012 року в Музеї Русалки Дністрової у Львові відбулось погашення маркованого конверта спеціальним штемпелем, присвяченим 175-им роковинам від часу заснування альманаху «Русалка Дністровая».
31 грудня 2013 року в Івано-Франківську відкрили перший у світі пам'ятник «Руській Трійці». Серед постатей на пам'ятнику є, зокрема, і Маркіян Шашкевич.
20 січня 2014 року на вул. Личаківській, 22 у Львові відкрито книгарню ім. Маркіяна Шашкевича. У книгарні представлено близько 8 тисяч книг, облаштовано артгалерею, де можна буде проводити виставки картин, фотографій тощо.

### Площі, вулиці
- 1911 року у Винниках одній з вулиць присвоєно ім'я Маркіяна Шашкевича — це одна із перших вулиць в Україні, яка була названа на честь Будителя України-Русі.[25] Нині ця вулиця носить ім'я Лесі Українки[35], а натомість, ім'ям Будителя інша названа вулиця, яка сполучає вулиці Байди Вишневецького та Спортову[36].
- Вулиця Шашкевича у Львові існувала у 1920-1930-х роках[37]. 1991 року площа Юрія Мельничука перейменована на площу Шашкевича[38].
- Вулиця Шашкевича у Перемишлі існувала від 1911 року по 1964 тоді перейменували її як Ракочего

### В музиці
- «Русланові псалми» — кантата Мирослава Волинського[39]
- Мирослав Волинський. «Сумрак вечірній».

## Маркіян Шашкевич на Заході
2007 року, з нагоди 195-ї річниці від народження Маркіяна Шашкевича та 45-ліття діяльності інституту-заповідника Маркіяна Шашкевича у Вінніпезі, за редакцією Я. Розумного була видана збірка статей та доповідей «Маркіян Шашкевич на Заході», мета якої — кинути «…додаткове світло на особу будителя Галицької Руси Маркіяна Шашкевича, на його однодумців та на саму добу, яку вони творили». У видання увійшли наступні статті й доповіді:
- Шашкевич на Заході
- Шашкевичева доба
- До біографії Шашкевича
- Роля Шашкевича
- Шашкевич і мова
- Шашкевич і фольклор
- Шашкевич у літературній критиці
- Культ Шашкевича
- Спомини

## Праці
- Перелік творів у Вікіджерелах
- Szaszkiewicz, M. Азбука i abecadło. Uwagi nad rozprawą o wprowadzeniu Abecadła polskiego do pismieńnictwa ruskiego, napisaną przez M. Lozińskiego, umieszczoną w Rozmaitościach Lwowskich z roku 1834. Przemyśl: W drukarni Biskupiej, 1836.  [Архівовано 16 вересня 2021 у Wayback Machine.] (переклад: Шашкевич, М. Азбука і абецадло // Письменники Західної України 30-50-х років XIX ст. Київ, 1965, с. 113—120  [Архівовано 27 липня 2021 у Wayback Machine.]) — критика проєкту української латинки Лозинського.

## Вибрані видання творів
- Писання Маркіяна Шашкевича, Івана Вагилевича і Якова Головацького. У Львовѣ: Зъ печатнѣ Товариства имени Шевченка, пôдъ зарядомъ К. Беднарского, 1884. 382 стор. (Руска библіотека И. Онишкевича. Т. 3.)
- Твори Маркіяна Шашкевича, Якова Головацкого, Николи Устияновича, Антона Могильницького. У Львові: З друкарні Наукового Товариства ім. Шевченка; під зарядом К. Бердинського; Виданє товариства Просвіта, 1906. — 628 с. (Руска писемність. Т. III.) (archive.org pdf)
- Писання Маркіяна Шашкевича. Видав: Михайло Возняк. Львів: Наукове товариство ім. Шевченка, 1912. — 294 с. (Збірник філологічної секції Наукового товариства ім. Шевченка; т. XIV) (Шаблон:Ukrainica logo Ukrainica pdf [Архівовано 19 жовтня 2020 у Wayback Machine.])
- Твори Маркіяна Шашкевича і Якова Головацкого. Виданє друге (З додатком творів: Івана Вагилевича і Тимка Падури). У Львові: З друкарні Наукового Товариства ім. Шевченка; Накладом товариства Просвіта. 1913. — 464 с. (Руска писемність. Т. III. I.) (archive.org pdf)
- Маркіян Шашкевич. Повне зібрання творів / Упорядник і редактор: Михайло Шалата. — Дрогобич: Коло. 2012. — 560 с. — ISBN 978-617-642-042-7.